# Teorema del flusso
Il teorema del flusso, noto anche come teorema di Gauss,
nella teoria dei campi vettoriali, afferma che i campi vettoriali radiali dipendenti dal reciproco del quadrato della distanza dall'origine generano un flusso attraverso una qualunque superficie chiusa che dipende solo dalle sorgenti di campo in essa contenute ed è indipendente dalla posizione interna delle sorgenti che lo generano.
L'enunciato ha due espressioni, una integrale e una differenziale, legate tra di loro dal teorema della divergenza.

## Descrizione
L'idea intuitiva è che il flusso è sempre lo stesso qualunque sia la superficie chiusa che contiene l'origine del campo radiale, in quanto all'aumentare della distanza {\displaystyle r} l'area della superficie aumenta come {\displaystyle r^{2}}, mentre l'intensità del campo diminuisce come {\displaystyle r^{-2}}. Tale invarianza del flusso costituisce la legge di Gauss, ed è più immediatamente comprensibile per questi campi rispetto ad una legge per la fluenza come quella di Newton o quella di Coulomb.
I risvolti fisici del teorema di Gauss sono profondi, poiché la legge corrispondente si applica ai campi gravitazionale ed elettrico: nel primo caso il flusso gravitazionale attraverso una superficie chiusa dipende solamente dalla massa contenuta al suo interno, nel secondo caso il flusso elettrico attraverso una superficie chiusa dipende solamente dalla carica elettrica contenuta al suo interno.

### Forma integrale

Superficie chiusa, frontiera del volume. Sono evidenziati i versori normali alla superficie.

Sia {\displaystyle \mathbf {F} :\mathbb {R} ^{3}\setminus \{0\}\rightarrow \mathbb {R} ^{3}} un campo vettoriale definito come:
{\displaystyle \mathbf {F} =F_{1}{\frac {\mathbf {r} }{r^{3}}}}
con {\displaystyle F_{1}} costante in {\displaystyle \mathbf {r} }, vettore posizione spaziale in generale appartenente a {\displaystyle \mathbb {R} ^{3}}.
Data una superficie chiusa {\displaystyle \partial V} che contenga l'origine e tale che ogni semiretta uscente dall'origine intersechi la superficie una e una sola volta, il teorema del flusso afferma che:
{\displaystyle \Phi _{\partial V}(\mathbf {F} )=4\pi F_{1}}
dove {\displaystyle \Phi _{\partial V}(\mathbf {F} )} è il flusso di {\displaystyle \mathbf {F} } sotto l'angolo solido giro {\displaystyle 4\pi }.
Il teorema si estende immediatamente eliminando l'ipotesi che ogni semiretta uscente dall'origine intersechi la superficie una e una sola volta, semplicemente osservando che eventuali altre intersezioni dell'angolo solido con la superficie delimitano coppie di superfici infinitesime attraverso le quali il flusso ha direzione opposta, e pertanto danno contributo nullo. Se invece la superficie non comprende l'origine il numero di intersezioni dell'angolo solido con la superficie è sempre pari e quindi il flusso totale è nullo.

#### Dimostrazione 1
Si supponga di avere una sorgente {\displaystyle q} all'interno di un volume {\displaystyle V} delimitato dalla superficie {\displaystyle \partial V}. Il campo {\displaystyle F_{1}{\frac {\mathbf {r} }{r^{3}}}} generato forma con l'elemento di superficie {\displaystyle {\mbox{d}}S} di {\displaystyle \partial V} un angolo {\displaystyle \theta }, sicché:
{\displaystyle (\mathbf {F} \cdot \mathbf {n} ){\mbox{d}}S={\frac {F_{1}\cos \theta }{r^{2}}}{\mbox{d}}S}
dove {\displaystyle \mathbf {n} } è il versore normale alla superficie. Dato che l'elemento di angolo solido sotteso a {\displaystyle {\mbox{d}}S} rispetto alla posizione di {\displaystyle q} è {\displaystyle {\mbox{d}}\Omega ={\frac {\cos \theta }{r^{2}}}{\mbox{d}}S} si ha:
{\displaystyle (\mathbf {F} \cdot \mathbf {n} ){\mbox{d}}S=F_{1}{\mbox{d}}\Omega }
Il flusso uscente attraverso la superficie {\displaystyle \partial V} è quindi:
{\displaystyle \Phi _{\partial V}(\mathbf {F} )=\int _{\partial V}(\mathbf {F} \cdot \mathbf {n} ){\mbox{d}}S=F_{1}\int _{V}{\mbox{d}}\Omega }
in cui l'integrale completo dell'angolo solido è pari a {\displaystyle 4\pi }.

#### Dimostrazione 2
Sia {\displaystyle \mathbf {F} =F_{1}{\frac {\mathbf {r} }{r^{3}}}=F_{1}{\frac {\mathbf {e} _{r}}{r^{2}}}} come nell'enunciato sopra. {\displaystyle \forall r\neq 0} vale che:
{\displaystyle \nabla \cdot \mathbf {F} ={\frac {1}{r^{2}}}{\frac {\partial (r^{2}F)}{\partial r}}={\frac {1}{r^{2}}}{\frac {\partial (r^{2}F_{1}{\frac {1}{r^{2}}})}{\partial r}}=0} (calcolo della divergenza in coordinate sferiche)
Si consideri quindi un qualsiasi compatto {\displaystyle V\subseteq R^{3}} delimitato da una superficie liscia a tratti {\displaystyle {\partial V}} che non contenga l'origine (punto di singolarità del campo). Essendo {\displaystyle \mathbf {F} \in C^{1}(V)}, vale il teorema della divergenza e quindi:
{\displaystyle \oint _{\partial V}\mathbf {F} \cdot d\mathbf {S} =\int _{V}\mathbf {\nabla } \cdot \mathbf {F} \,dV=0} perché la divergenza è nulla in tutto V
E quindi il flusso è nullo per qualsiasi superficie chiusa che non racchiude l'origine.
Supponiamo ora che {\displaystyle {\partial V}} racchiuda al suo interno l'origine. Il teorema della divergenza (nella versione usata sopra) NON è applicabile in quanto  {\displaystyle \mathbf {F} \notin C^{1}(V)} (non è neanche continua nell'origine).
Sia allora {\displaystyle \partial {B_{r}(0)}} la superficie che delimita una sfera di raggio r centrata nell'origine (con raggio abbastanza piccolo essere contenuta in V) e {\displaystyle W=V\setminus B_{r}(0)} il volume V senza la sfera.  Vale ora che  {\displaystyle \mathbf {F} \in C^{1}(W)} e quindi il flusso lungo {\displaystyle {\partial W}} (che è una superficie chiusa) è nullo perché l'origine è esterna alla superficie. Inoltre
{\displaystyle \oint _{\partial V}\mathbf {F} \cdot d\mathbf {S} =(\oint _{\partial V}\mathbf {F} \cdot d\mathbf {S} -\oint _{\partial B_{r}(0)}\mathbf {F} \cdot d\mathbf {S} )+\oint _{\partial B_{r}(0)}\mathbf {F} \cdot d\mathbf {S} =}
{\displaystyle \oint _{\partial W}\mathbf {F} \cdot d\mathbf {S} +\oint _{\partial B_{r}(0)}\mathbf {F} \cdot d\mathbf {S} =0+\oint _{\partial B_{r}(0)}\mathbf {F} \cdot d\mathbf {S} =}
{\displaystyle \oint _{\partial B_{r}(0)}F_{1}{\frac {\mathbf {e} _{r}}{r^{2}}}\cdot \mathbf {e} _{r}dS={\frac {F_{1}}{r^{2}}}\oint _{\partial B_{r}(0)}dS={\frac {F_{1}}{r^{2}}}4\pi r^{2}=4\pi F_{1}}

### Forma differenziale
Il teorema della divergenza afferma che il flusso di un campo vettoriale {\displaystyle \mathbf {F} } di classe {\displaystyle C^{1}} attraverso una superficie chiusa {\displaystyle \partial V} coincide con l'integrale della divergenza del campo svolto nel volume {\displaystyle V} di cui la superficie è frontiera:
{\displaystyle \int _{V}{\boldsymbol {\nabla }}\cdot \mathbf {F} \,{\mbox{d}}v=\int _{\partial V}(\mathbf {F} \cdot \mathbf {n} )\,{\mbox{d}}S}
Si supponga che la sorgente del campo {\displaystyle \mathbf {F} } sia una distribuzione di densità {\displaystyle \sigma (\mathbf {r} )} il cui integrale sull'intero volume {\displaystyle V} sia {\displaystyle 4\pi F_{1}}. Ad esempio, in elettrostatica solitamente {\displaystyle \sigma =\rho /\varepsilon _{0}} è la densità di carica volumica divisa per la costante dielettrica nel vuoto. Sfruttando il teorema della divergenza si ha:
{\displaystyle \Phi _{\partial V}(\mathbf {F} )=\int _{\partial V}(\mathbf {F} \cdot \mathbf {n} )\,{\mbox{d}}S=\int _{V}{\boldsymbol {\nabla }}\cdot \mathbf {F} \,{\mbox{d}}v=\int _{V}\sigma (\mathbf {r} )\,{\mbox{d}}v}
da cui:
{\displaystyle \int _{V}{\Big (}{\boldsymbol {\nabla }}\cdot \mathbf {F} -\sigma (\mathbf {r} ){\Big )}\ {\mbox{d}}v=0}
Dal momento che questo deve valere per {\displaystyle V} arbitrario, si ottiene la relazione differenziale:
{\displaystyle {\boldsymbol {\nabla }}\cdot \mathbf {F} =\sigma (\mathbf {r} )}

### Caso discreto
Le relazioni per il caso continuo in precedenza introdotte possono essere ricondotte senza perdita di generalità al caso di una distribuzione discreta di carica introducendo la distribuzione delta di Dirac {\displaystyle \delta }. Definita una classe di funzioni {\displaystyle \rho } indicizzate dal parametro {\displaystyle k}:
{\displaystyle \rho =F_{1k}\delta (\mathbf {r} -\mathbf {r} _{k})}
l'identità:
{\displaystyle \int _{V}F_{1k}\delta (\mathbf {r} -\mathbf {r} _{k})\operatorname {d} v=\sum _{k}F_{1k}}
consente di convertire in sommatoria l'integrazione su tutto il volume in cui è contenuta la distribuzione discreta sorgente del campo. In particolare, la linerarità dell'integrale consente di generalizzare il risultato per un campo vettoriale {\displaystyle \mathbf {F} } dato dalla somma di più campi radiali {\displaystyle \mathbf {f} _{k}} centrati in punti diversi:
{\displaystyle \mathbf {F} =\sum _{k=1}^{N}\mathbf {f} _{k}=\sum _{k=1}^{N}F_{1}(\mathbf {r} _{k}){\frac {\mathbf {r} -\mathbf {r} _{k}}{\left|\mathbf {r} -\mathbf {r} _{k}\right|^{3}}}\qquad F_{1}(\mathbf {r} _{k})=F_{1k}}
Il teorema di Gauss mostra che il valore del flusso del campo attraverso {\displaystyle \partial V} dipende soltanto dai contributi interni alla superficie, cioè dai campi {\displaystyle \mathbf {f} _{k}} la cui sorgente sia contenuta in {\displaystyle \partial V}. Si ha quindi:
{\displaystyle \Phi (\mathbf {F} )=4\pi \sum _{k}F_{1k}}
dove nella sommatoria sono inclusi solo i coefficienti {\displaystyle F_{1k}} relativi ai campi {\displaystyle \mathbf {f} _{k}} centrati in punti interni alla superficie.

## Applicazioni

### Campo gravitazionale
Il campo di accelerazione gravitazionale {\displaystyle \mathbf {g} } generato da una massa (gravitazionale) {\displaystyle M} posizionata in {\displaystyle \mathbf {r} _{0}} vale:
{\displaystyle \mathbf {g} (\mathbf {r} )=-GM{\frac {\mathbf {r} -\mathbf {r} _{0}}{\left|\mathbf {r} -\mathbf {r} _{0}\right|^{3}}}}
In virtù del teorema di Gauss, il flusso del campo attraverso una qualunque superficie chiusa {\displaystyle \partial V} che contenga il punto {\displaystyle \mathbf {r} _{0}} è dato da:
{\displaystyle \Phi _{\partial V}(\mathbf {g} )=-4\pi GM_{V}}
mentre se la superficie non contiene {\displaystyle \mathbf {r} _{0}} il flusso è nullo. Nel caso di {\displaystyle N} masse {\displaystyle m_{k}} puntiformi, delle quali {\displaystyle k} interne alla superficie, si ha:
{\displaystyle \Phi _{\partial V}(\mathbf {g} )=-4\pi G\sum _{k}m_{k}}
Passando al continuo:
{\displaystyle \Phi _{\partial V}(\mathbf {g} )=-4\pi G\int _{V}\rho \,{\mbox{d}}v\qquad \mathbf {\nabla } \cdot \mathbf {g} =-4\pi G\rho }
dove {\displaystyle \rho } è la densità di massa volumetrica. Le ultime due relazioni sono valide quasi ovunque, cioè ovunque tranne che in un insieme di misura nulla, quale ad esempio un insieme finito di punti. Il motivo di ciò è che nel caso di masse puntiformi la densità diverge sulle masse stesse, causando una divergenza infinita del campo. Alternativamente, basta notare che la forza gravitazionale diverge nel punto nel quale è localizzata la massa a causa dell'annullarsi del denominatore.

### Campo elettromagnetico
Il teorema di Gauss è di fondamentale importanza nell'ambito dello studio dell'interazione elettromagnetica, che si propaga attraverso il campo elettromagnetico: si tratta di un campo tensoriale il cui comportamento è descritto dalle equazioni di Maxwell.

#### Campo elettrico
Il campo elettrico nel punto {\displaystyle \mathbf {r} } generato da una carica totale {\displaystyle Q_{V}} posta nel punto {\displaystyle \mathbf {r} _{0}} vale:
{\displaystyle \mathbf {D} ={\frac {Q_{V}}{4\pi }}{\frac {\mathbf {r} -\mathbf {r} _{0}}{\left|\mathbf {r} -\mathbf {r} _{0}\right|^{3}}}}
Si ottiene che il flusso attraverso il bordo {\displaystyle \partial V} di un volume {\displaystyle V} è dato da:
{\displaystyle \Phi _{\partial V}(\mathbf {D} )=Q_{V}}
mentre se la superficie {\displaystyle \partial V} non contiene {\displaystyle \mathbf {r} _{0}} il flusso è nullo. Nel caso di più cariche puntiformi interne alla superficie:
{\displaystyle \Phi _{\partial V}(\mathbf {D} )=\sum _{k}q_{k}}
e passando al continuo si ha:
{\displaystyle \Phi _{\partial V}(\mathbf {D} )=\int _{V}\rho \;{\mbox{d}}v}
dove {\displaystyle \rho } è la densità delle cariche libere, cioè senza contare le cariche di polarizzazione. Grazie al teorema della divergenza, uguagliando gli integrandi si ottiene:
{\displaystyle {\boldsymbol {\nabla }}\cdot \mathbf {D} =\rho }
Tale relazione è la prima delle equazioni di Maxwell, ed è valida quasi ovunque: la densità di carica diverge infatti dove sono presenti cariche localizzate. 
Nel caso di materiale lineare, omogeneo e isotropo (come il vuoto), la permittività elettrica relativa {\displaystyle \varepsilon _{r}} è un numero (e non un tensore) e si ha {\displaystyle \mathbf {E} =\mathbf {D} /\varepsilon _{0}\varepsilon _{r}}. Si può quindi applicare il teorema di Gauss direttamente al campo elettrico:
{\displaystyle \mathbf {E} ={\frac {Q_{V}}{4\pi \varepsilon _{0}\varepsilon _{r}}}{\frac {\mathbf {r} -\mathbf {r} _{0}}{\left|\mathbf {r} -\mathbf {r} _{0}\right|^{3}}}}
Il teorema assume così le seguenti formulazioni globale e locale:
{\displaystyle \Phi _{\partial V}(\mathbf {E} )={\frac {Q_{V}}{\varepsilon }}\qquad {\boldsymbol {\nabla }}\cdot \mathbf {E} ={\frac {\rho }{\varepsilon }}}
dove {\displaystyle \varepsilon =\varepsilon _{0}\varepsilon _{r}}.

#### Campo magnetico
A causa dell'assenza di monopoli magnetici, il teorema di Gauss applicato all'induzione magnetica {\displaystyle \mathbf {B} } assume semplicemente la forma:
{\displaystyle \Phi _{\partial V}(\mathbf {B} )=\oint _{\partial V}\mathbf {B} \cdot {\mbox{d}}\mathbf {S} =0\qquad {\boldsymbol {\nabla }}\cdot \mathbf {B} =0}
che esprime la solenoidalità del campo magnetico. In particolare, la seconda delle due relazioni è la seconda equazione di Maxwell. 
La legge di Biot-Savart concorda con la legge di Gauss per l'induzione magnetica, infatti:
{\displaystyle {\boldsymbol {\nabla }}\cdot \mathbf {B} ={\boldsymbol {\nabla }}\cdot {\frac {\mu I}{4\pi }}\oint _{\partial S}{\frac {\mathbf {{\mbox{d}}r} \,'\times \partial \mathbf {r} }{|\partial \mathbf {r} |^{3}}}={\frac {\mu I}{4\pi }}\oint _{\partial S}{\boldsymbol {\nabla }}\cdot \left({\mbox{d}}\mathbf {r} \,'\times {\frac {\partial \mathbf {r} }{|\partial \mathbf {r} |^{3}}}\right)=-{\frac {\mu I}{4\pi }}\oint _{\partial S}{\boldsymbol {\nabla }}\cdot \left({\mbox{d}}\mathbf {r} \,'\times {\boldsymbol {\nabla }}{\frac {1}{|\partial r|}}\right)}
Utilizzando l'identità del prodotto triplo:
{\displaystyle {\boldsymbol {\nabla }}\cdot (\mathbf {a} \times \mathbf {b} )={\boldsymbol {\nabla }}\times \mathbf {a} \cdot \mathbf {b} -\mathbf {a} \cdot {\boldsymbol {\nabla }}\times \mathbf {b} }
si ottiene:
{\displaystyle {\boldsymbol {\nabla }}\cdot \mathbf {B} =-{\frac {\mu I}{4\pi }}\oint _{\partial S}\left({\boldsymbol {\nabla }}\times \mathbf {{\mbox{d}}r} \,'\right)\cdot {\boldsymbol {\nabla }}{\frac {1}{|\partial r|}}+{\frac {\mu I}{4\pi }}\oint _{\partial S}\mathbf {{\mbox{d}}r} \,'\cdot {\boldsymbol {\nabla }}\times {\boldsymbol {\nabla }}{\frac {1}{|\partial r|}}=0}
Tale espressione è identicamente nulla poiché l'operatore nabla agisce sulle coordinate {\displaystyle x}, {\displaystyle y} e {\displaystyle z}, e non sulle coordinate primate dalle quali dipende la variabile di integrazione, ed inoltre il rotore di un gradiente è identicamente nullo, in quanto i campi conservativi sono irrotazionali.
A questo punto è possibile passare dalla forma differenziale a quella integrale: se la divergenza del vettore {\displaystyle \mathbf {B} } è identicamente nulla, un suo qualunque integrale di volume sarà anch'esso nullo. E dunque, sfruttando il teorema della divergenza, il flusso di {\displaystyle \mathbf {B} } attraverso la frontiera del volume sarà nullo.

### Applicazioni specifiche
Il teorema di Gauss facilita enormemente il calcolo di campi gravitazionali ed elettrostatici in presenza di simmetrie del sistema, mediante la scelta di opportune superfici gaussiane sulle quali sia particolarmente semplice il calcolo del flusso, cioè di solito dove il campo è nullo o costante.
Un caso notevole è quello del campo gravitazionale generato da una sfera omogenea di massa M e raggio R (come può esserlo un pianeta, in prima approssimazione). Scegliendo come superficie sulla quale calcolare il flusso una sfera concentrica di raggio r, otteniamo immediatamente:
{\displaystyle \Phi _{\partial V}(\mathbf {g} )=\oint _{\partial V}\mathbf {g} \cdot {\mbox{d}}\mathbf {S} =-g\oint _{\partial V}{\mbox{d}}S=-g\cdot 4\pi r^{2}}
avendo usato il fatto che il campo è per simmetria punto per punto perpendicolare alla superficie e costante in modulo su di essa. Applicando il teorema di Gauss:
{\displaystyle \Phi _{\partial V}(\mathbf {g} )=-4\pi r^{2}g=-4\pi GM_{V}}
Da qui distinguiamo i due casi:
{\displaystyle {\begin{cases}g={\frac {GM_{V}}{r^{2}}}\qquad \quad R\leq r\\g={\frac {GM_{V}}{R^{3}}}r\qquad 0\leq r\leq R\end{cases}}}
Vettorialmente, tenendo conto della direzione del campo:
{\displaystyle {\begin{cases}\mathbf {g} =-{\frac {GM_{V}}{r^{2}}}{\hat {r}}\qquad \quad R\leq r\\\mathbf {g} =-{\frac {GM_{V}}{R^{3}}}\mathbf {r} \qquad 0\leq r\leq R\end{cases}}}
Notiamo che l'andamento del campo all'esterno è uguale a quello di una carica puntiforme posizionata nel centro della sfera su cui sia concentrata tutta la massa M; inoltre il campo esterno non dipende dalla distribuzione della massa nella sfera (purché la densità sia radiale, pena la perdita della simmetria sferica).
In perfetta analogia, il campo elettrico generato nel vuoto da una sfera con una densità di carica elettrica ρ costante vale:
{\displaystyle {\begin{cases}\mathbf {E} ={\frac {Q_{V}}{4\pi \varepsilon _{0}}}{\frac {1}{r^{2}}}{\hat {r}}\qquad \quad R\leq r\\\mathbf {E} ={\frac {Q_{V}}{4\pi \varepsilon _{0}}}{\frac {1}{R^{3}}}\mathbf {r} \qquad 0\leq r\leq R\end{cases}}}
dove Q rappresenta la carica totale posseduta dalla sfera.